# Gentiana simulatrix
Gentiana simulatrix là một loài thực vật có hoa trong họ Long đởm. Loài này được C.Marquand mô tả khoa học đầu tiên năm 1937.